# Coppa delle nazioni UNCAF 1991
La Coppa delle nazioni UNCAF 1991 (UNCAF Nations Cup 1991) fu la prima edizione della Coppa delle nazioni UNCAF, la competizione calcistica per nazione organizzata dall'UNCAF. La competizione si svolse in Costa Rica dal 26 maggio al 2 giugno 1991 e vide la partecipazione di quattro squadre: Costa Rica, Guatemala, El Salvador e Honduras. Il torneo, che si tiene ogni due anni a partire dal 1991, vale anche come qualificazione per la CONCACAF Gold Cup.
L'UNCAF organizzò questa competizione dal 1991 al 2009 sotto il nome di Coppa delle nazioni UNCAF; dall'edizione del 2011 cambiò nome e divenne Coppa centroamericana.

## Formula
- Qualificazioni

Playoff - 6 squadre, giocano playoff di andata e ritorno, le vincenti si qualificano alla fase finale della Coppa delle nazioni UNCAF 1991.
- Fase Finale

Girone unico - Un girone di 4 squadre, giocano partite di sola andata, la prima classificata si laurea campione UNCAF. Le prime tre classificate si qualificano alla fase finale della CONCACAF Gold Cup 1991.

## Stadi
| San José                       | San José |
| Estadio Nacional de Costa Rica | San José |
| Capienza: 25.000               | San José |
|                                | San José |

## Squadre partecipanti
| Pr. | Squadra     | Data di qualificazione certa | Partecipante in quanto                                         | Partecipazioni precedenti al torneo | Ultima presenza |
| --- | ----------- | ---------------------------- | -------------------------------------------------------------- | ----------------------------------- | --------------- |
| 1   | Costa Rica  | -                            | Rappresentativa della nazione organizzatrice della fase finale | -                                   | Esordiente      |
| 2   | Honduras    | 19 aprile 1991               | Vincente del playoff della fase finale di qualificazione       | -                                   | Esordiente      |
| 3   | El Salvador | 25 aprile 1991               | Vincente del playoff della fase finale di qualificazione       | -                                   | Esordiente      |
| 4   | Guatemala   | 12 maggio 1991               | Vincente del playoff della fase finale di qualificazione       | -                                   | Esordiente      |

Nella sezione "partecipazioni precedenti al torneo", le date in grassetto indicano che la nazione ha vinto quella edizione del torneo, mentre le date in corsivo indicano la nazione ospitante.

## Fase finale

### Girone unico

#### Classifica
| Pos | Squadra     | P.ti | G | V | N | P | GF | GS | DR |
| --- | ----------- | ---- | - | - | - | - | -- | -- | -- |
| 1   | Costa Rica  | 6    | 3 | 3 | 0 | 0 | 10 | 1  | +9 |
| 2   | Honduras    | 3    | 3 | 1 | 1 | 1 | 2  | 3  | -1 |
| 3   | Guatemala   | 2    | 3 | 0 | 2 | 1 | 0  | 1  | -1 |
| 4   | El Salvador | 1    | 3 | 0 | 1 | 2 | 2  | 9  | -7 |

Costa Rica, Honduras e Guatemala qualificate alla CONCACAF Gold Cup 1991.

#### Risultati
| Arbitro: | Castellanos |

|                    |           |  |
| Gómez 11’ Jara 52’ | Marcatori |  |

| San José 26 maggio 1991 | Guatemala | 0 – 0 | El Salvador | Estadio Nacional de Costa Rica (11.000 spett.)\| Arbitro: \| Mauro \| |
| Arbitro:                | Mauro     |       |             |                                                                       |

| San José 29 maggio 1991                                       | Costa Rica | 7 – 1     | El Salvador | Estadio Nacional de Costa Rica (10.000 spett.) |
| \| \| \| \| \| Jara Flores Gómez \| Marcatori \| Díaz Arce \| |            |           |             |                                                |
|                                                               |            |           |             |                                                |
| Jara Flores Gómez                                             | Marcatori  | Díaz Arce |             |                                                |

| San José 29 maggio 1991 | Honduras | 0 – 0 | Guatemala | Estadio Nacional de Costa Rica (10.000 spett.) |

| San José 2 giugno 1991                                               | Honduras  | 2 – 1      | El Salvador | Estadio Nacional de Costa Rica (15.000 spett.) |
| \| \| \| \| \| Espinoza 2’ Machado 58’ \| Marcatori \| 77’ Rivera \| |           |            |             |                                                |
|                                                                      |           |            |             |                                                |
| Espinoza 2’ Machado 58’                                              | Marcatori | 77’ Rivera |             |                                                |

| San José 2 giugno 1991                     | Costa Rica | 1 – 0 | Guatemala | Estadio Nacional de Costa Rica (16.500 spett.) |
| \| \| \| \| \| Jara 32’ \| Marcatori \| \| |            |       |           |                                                |
|                                            |            |       |           |                                                |
| Jara 32’                                   | Marcatori  |       |           |                                                |

## Statistiche

### Classifica marcatori
5 reti
- Claudio Jara

3 reti
- Róger Gómez

1 rete
- Léonidas Flores
- Raúl Díaz Arce
- Guillermo Rivera
- Juan Carlos Espinoza
- Machado